# Mel Gaynor
Pour les articles homonymes, voir Gaynor.
Mel George Gaynor, artiste musicien, est né le 29 mai 1959 à Balham au sud de Londres. Son père est Jamaïcain et sa mère est afro-brésilienne.

## Biographie et participations
Mel a commencé la batterie à 11 ans et a eu son premier engagement professionnel à 14 ans. Sur recommandation du producteur Pete Walsh, Mel rejoint Simple Minds en 1982 pour une séance d'enregistrement de l'album New Gold Dream (81-82-83-84), et il fera partie intégrante du groupe à partir de la tournée mondiale de New Gold Dream Tour, en remplacement de Mike Ogletree. À l'exception d'une courte période après la tournée Real Life dans les années 1990, il sera le batteur permanent du groupe. En plus des percussions, il est actif en tant que compositeur et un producteur musical ; il a également travaillé sur un projet parallèle dans The Fusion Project en duo avec Stephan DeReine (clavier pour Billy Cobham entre autres). Le premier album de Fusion Project a été publié en avril 2006 sous le label Great Winds de la maison de disque Musea et s'inscrit parmi les meilleurs albums de Jazz-rock de la décennie.. Mel a aussi été membre de Birmingham bases Muscles, groupe de reprises orienté funk qui a connu un succès d'estime avec les titres If it relaxes your mind et I'm a girlwatcher. Mel Gaynor compte les Rolling Stones, Led Zeppelin, Jimi Hendrix, James Brown, et le Mahavishnu Orchestra comme ses principales influences.
Outre les Simple Minds, il a joué aux côtés d'autres artistes comme Elton John, Lou Reed, Tina Turner, Meatloaf, Les Associés, Peter Gabriel, The Pretenders, Gary Moore, Jackson Browne, Little Steven, Brian May, Le Nolans et Robert Palmer. En 2007, Gaynor a lancé son projet solo avec une nouvelle version de la chanson Play That Funky Music.